# Provincia de Vestfold
Vestfold es una provincia (fylke) de Noruega, con 2216 km² de área y 242 662 habitantes según el censo de 2015. Tiene fronteras con las provincias de Buskerud y Telemark. Su capital es Tønsberg.

## Localidades
- Andebu
- Årøysund
- Åsgårdstrand
- Barkåker
- Berger
- Ekeberg
- Fossnes
- Glomstein
- Gullhaug
- Helgeroa/Nevlunghamn
- Hem
- Hof
- Holmestrand
- Horten
- Høyjord
- Hvasser
- Kirkevoll/Brekkeåsen
- Kjøpmannskjær
- Klevjer
- Kodal
- Kvelde
- Larvik
- Lauve/Viksjord
- Linnestad
- Melsomvik
- Nesbygda
- Nykirke
- Revetal/Bergsåsen
- Sande
- Sandefjord
- Selvik
- Sem
- Skoppum
- Solerød
- Stavern
- Stokke
- Sundbyfoss
- Svarstad
- Svelvik
- Tjøme
- Tønsberg
- Tveteneåsen
- Vear
- Verningen
- Vollen

## Municipios
Vestfold se compone de 14 municipios:
1. Andebu
2. Hof
3. Holmestrand
4. Horten
5. Lardal
6. Larvik
7. Nøtterøy
8. Re
9. Sande
10. Sandefjord
11. Stokke
12. Svelvik
13. Tjøme
14. Tønsberg